# Matara cincta
Matara cincta är en stekelart som först beskrevs av Brulle 1846.  Matara cincta ingår i släktet Matara och familjen brokparasitsteklar. Inga underarter finns listade i Catalogue of Life.